# ديفيد براون (لاعب كرة قدم بريطاني)
ديفيد براون (بالإنجليزية: David Brown)‏ (2 أكتوبر 1978 في المملكة المتحدة - ) هو مدرب كرة قدم ولاعب كرة قدم بريطاني في مركز الهجوم. لعب مع روشدين ودايموندز وفوريست غرين ومانشستر يونايتد ونادي أكرينغتون ستانلي ونادي بيرتن ألبيون ونادي توركي يونايتد ونادي ريكسهام ونادي هيرفورد وهال سيتي ونادي تشستر سيتي ونورثويتش فيكتوريا وتيلفورد يونايتد ونادي بارو ونادي تلفورد يونايتد.

## وصلات خارجية
- ديفيد براون على موقع قاعدة بيانات كرة القدم.إي يو (الإنجليزية)
- ديفيد براون على موقع Soccerbase.com (لاعب) (الإنجليزية)